# これじゃないと鳥取ナイト
『これじゃないと☆鳥取ナイト』（これじゃないと とっとりナイト）は、2006年10月5日から2009年3月5日まで山陰放送（BSSテレビ）で月に1回のペースで放送された情報バラエティ番組。放送時間は毎月第1木曜 25:30 - 25:55 (JST) 。

## 概要
主に鳥取市内のローカルタウン情報を紹介していた深夜番組で、BSSテレビの数少ない自社製作番組の1つである。
内容は、鳥取市内のパチンコホールの紹介や、出演者の高木啓一が体を張って様々な課題にチャレンジする企画がメインだった。その一方で、直前の時間帯に放送されていた『夜な夜なてれび』と同様にアダルトビデオを紹介したり、AV女優にインタビューをしたりするコーナーも設けていた。放送末期では『夜な夜な』の後継番組『笑劇的電音箱』とともに放送されていたが、後に両番組ともに第1木曜深夜枠から撤退。『笑劇的電音箱』は第1火曜深夜枠へ移動した上で続けられたが、この番組はどこへも移動することなくそのまま打ち切られた。
なお、この番組は最後まで公式サイトが開設されなかった『夜な夜な』や『笑劇的電音箱』とは違い、一時的に公式サイトが開設されていたことがある。

## 出演者
- 高木啓一
- 植田英樹 - 番組終了時の出演者で、夜田寝留雄（よるだ ねるお）なる人物に扮して出演していた。

## 主な企画
- 啓一のお宅訪問[2]